# Sławutycz (stacja kolejowa)
Sławutycz (ukr. Славутич, ros. Славутич) – stacja kolejowa w miejscowości Sławutycz, w rejonie wyszogrodzkim, w obwodzie kijowskim, na Ukrainie. Leży na linii Semychody (Czarnobylska Elektrownia Jądrowa) - Czernihów.
Do 1987 mieścił się w tym miejscu przystanek kolejowy Nerafa. Stacja Sławutycz powstała w latach 1987 - 1988 wraz z budową miasta dla pracowników elektrowni i ewakuowanych po wybuchu reaktora mieszkańców Czarnobyla i Prypeci